# Mercury Capri
Mercury Capri bezeichnete mehrere unterschiedliche von dem US-amerikanischen Automobilhersteller Mercury vertriebene oder hergestellte Modelle.

## Capri (1970–1978)
Die US-Versionen des europäischen Ford Capri, die ausschließlich im Werk Köln gebaut wurden, erhielten Doppelscheinwerfer, geänderte Stoßstangen und trugen keinerlei Markenemblem; vermarktet wurden sie offiziell als „Capri imported for Lincoln-Mercury“ – der Verkauf erfolgte, wie auch beim De Tomaso Pantera, über Mercury-Händler. Der Capri war nach dem VW Käfer zeitweise das meistverkaufte Importmodell in den Vereinigten Staaten. 1970 wurde der Capri von einem britischen Kentmotor mit 1600 cm³ und lediglich 72 PS (53 kW) angetrieben, ab 1971 auch von einem Zweiliter-Reihenvierzylinder mit 101, später 86 und 81 PS (63/60 kW). 1972/73 wurde in den USA zusätzlich der Capri 2600 GT mit dem hier 108 PS (79 kW) leistenden 2,6-Liter-V6 angeboten, ab Ende 1973 der Capri mit 2,8-Liter-V6 (106–112 PS/78–82 kW). Der Export in die USA währte bis 1978. 434.825 Stück wurden in dieser Zeit in Nordamerika verkauft.

### Bildergalerie

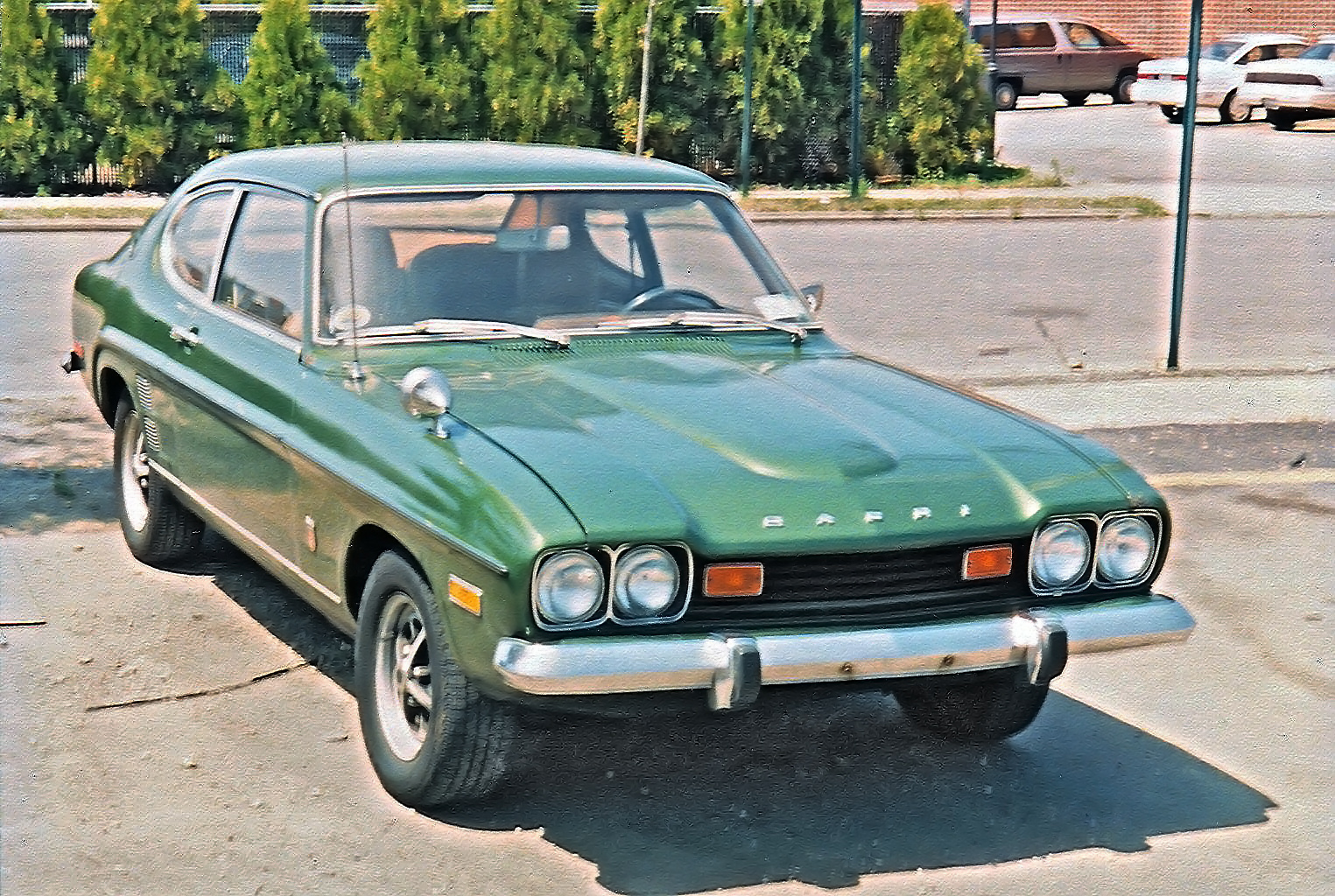
Modell 1973
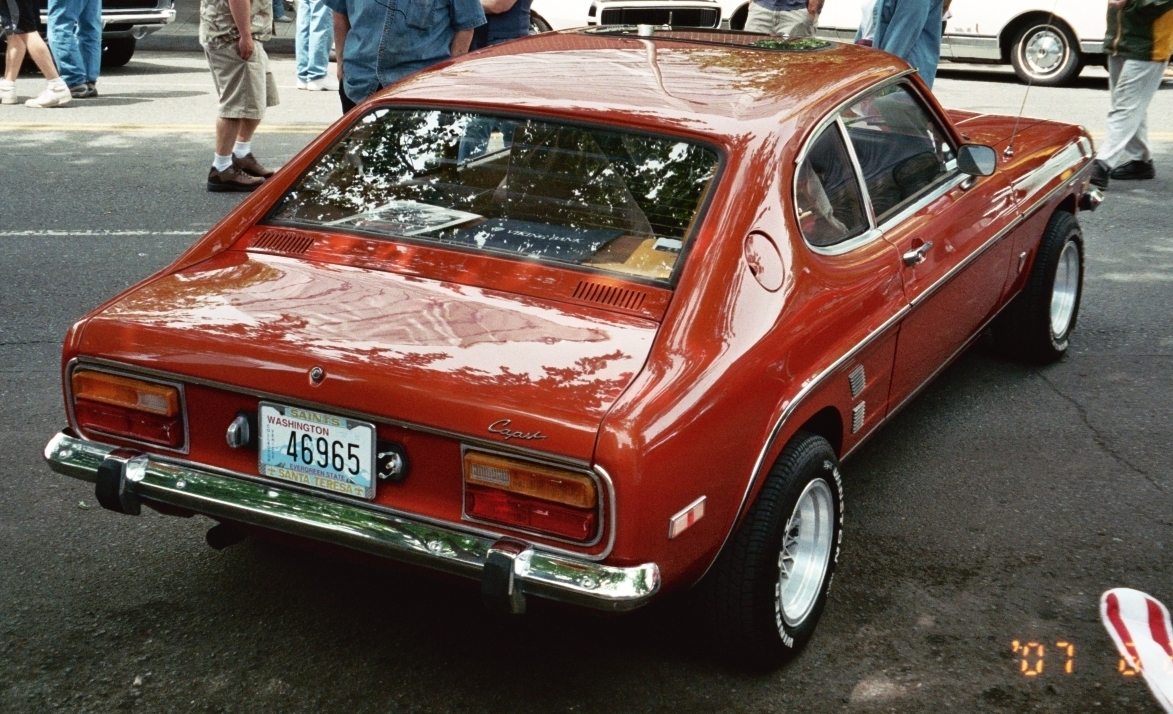
Modell 1973, Heckansicht
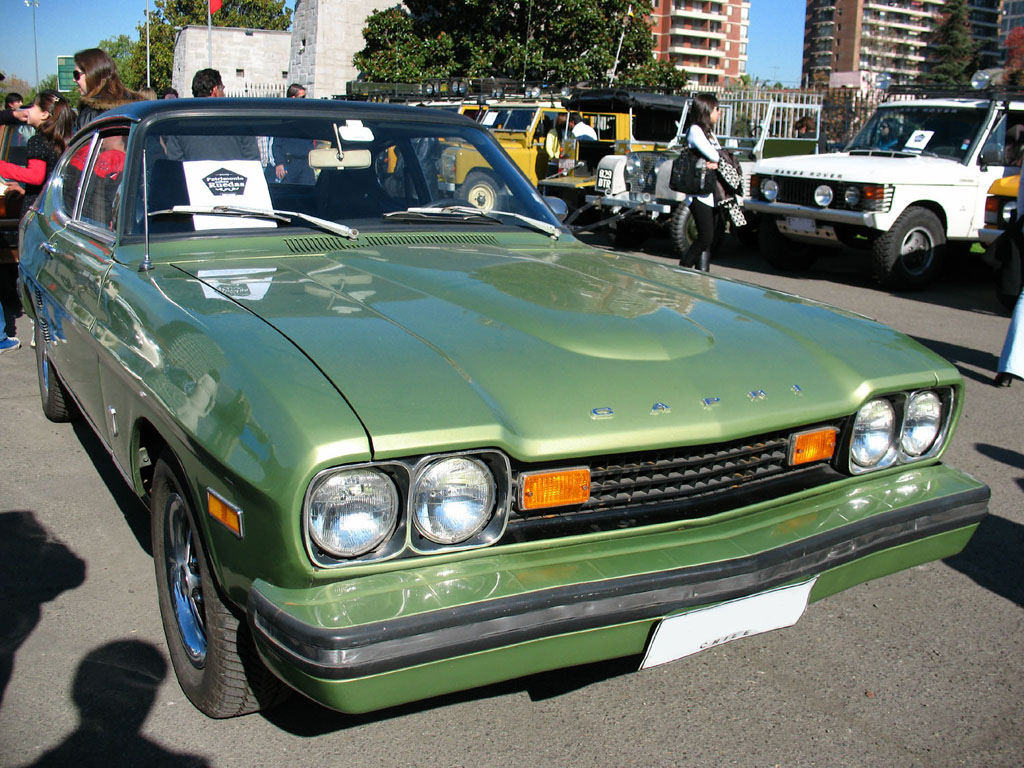
Modell 1974
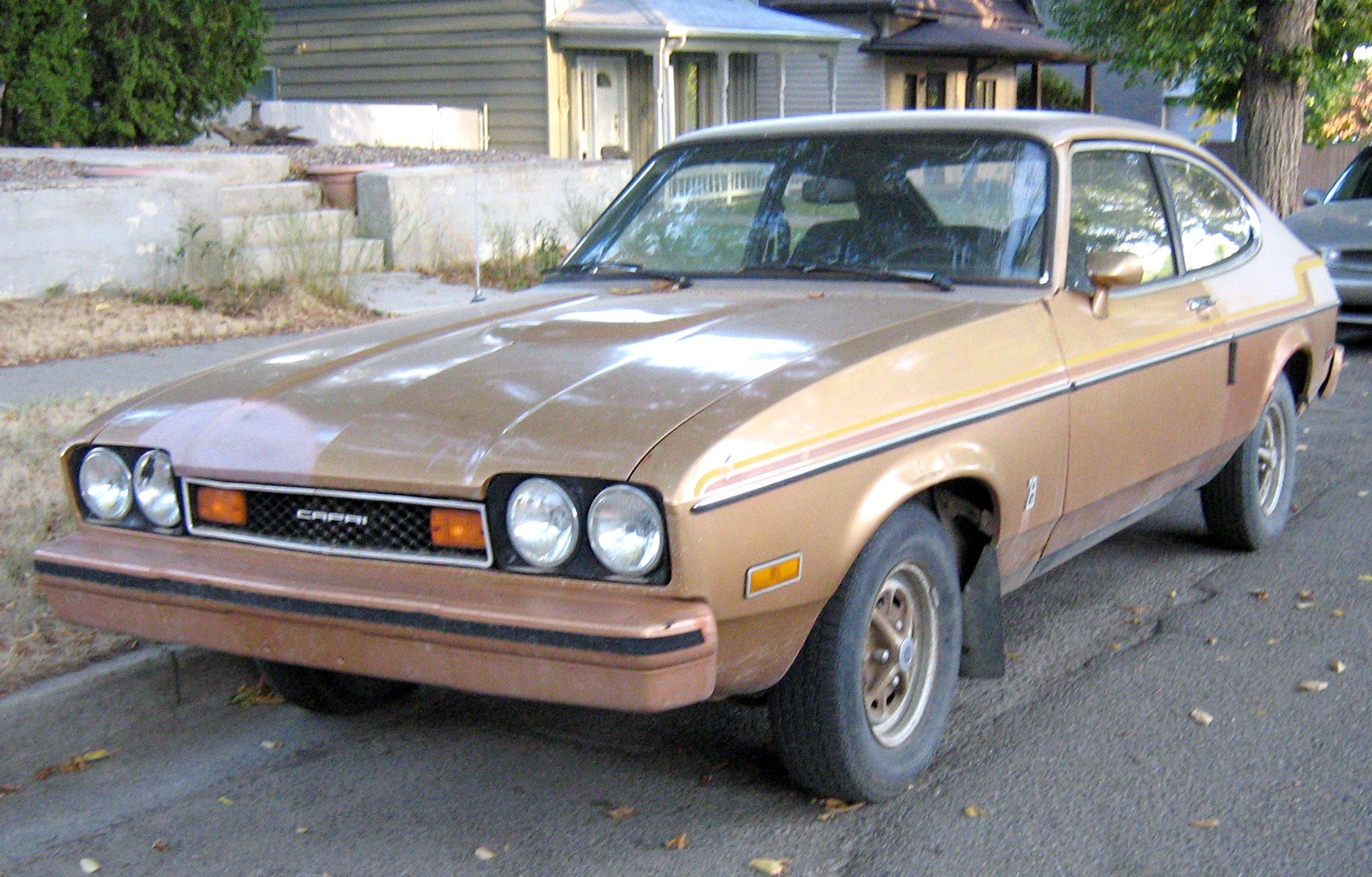
Modell 1975–1978
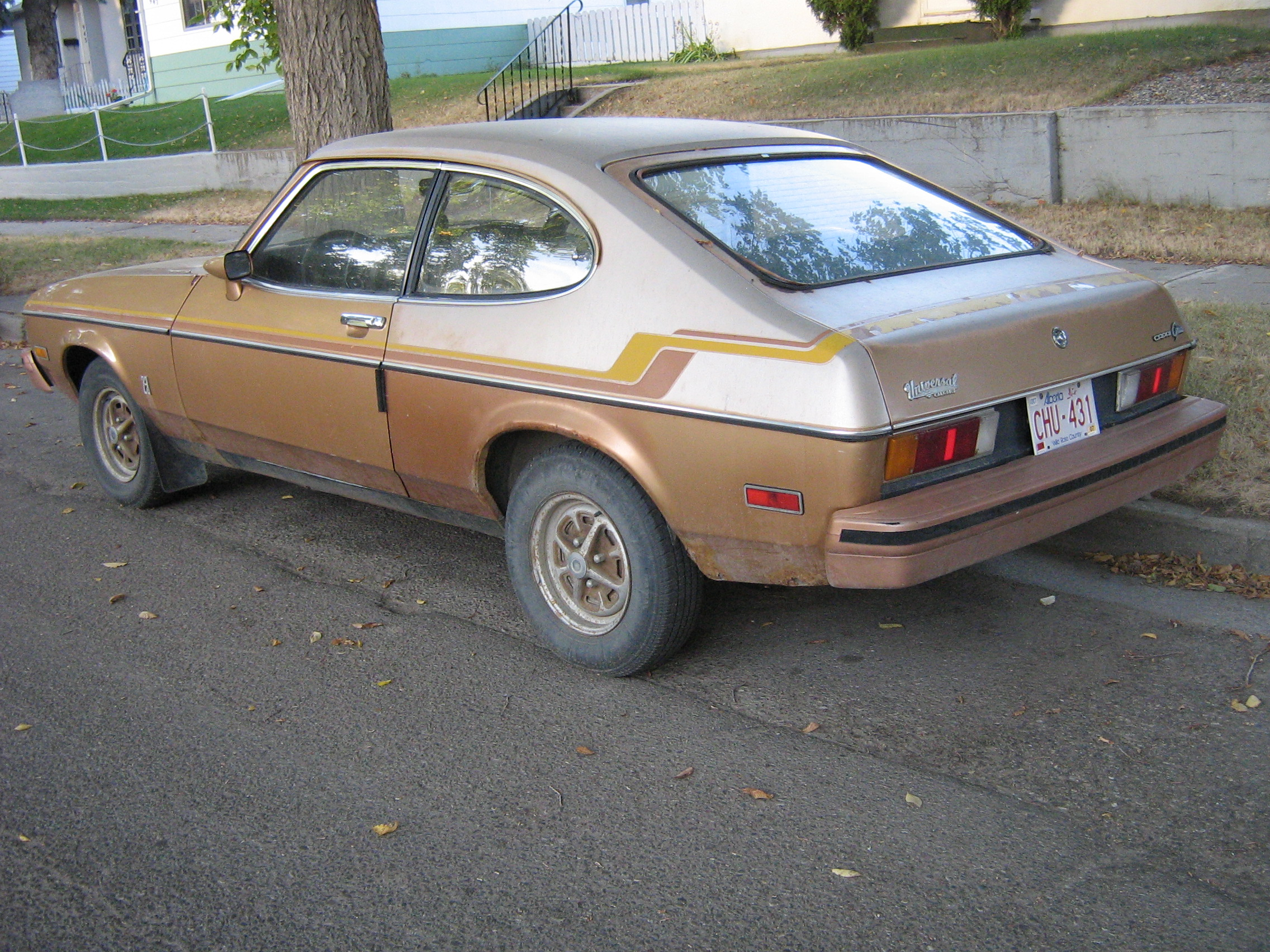
Modell 1975–1978, Heckansicht

## Ford / Mercury Capri (1978–1986)

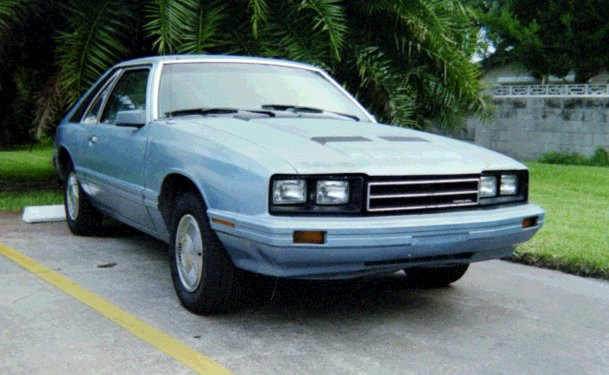
Mercury Capri, 1983

Im Herbst 1978 erschien als Parallelmodell zum neuen Ford Mustang der weitgehend baugleiche Mercury Capri; geändert wurden lediglich die Frontpartie und kleinere Details. Wie der gleichzeitige Mustang basierte der Capri auf der mit dem Ford Fairmont eingeführten Fox-Plattform des Konzerns, während zeitgleich das Vorgängermodell in Europa weiterverkauft wurde. Der Capri war während seiner gesamten Bauzeit nur als dreitüriges Fließheck-Coupé mit großer Heckklappe lieferbar; als zweitüriges Stufenheck-Coupé wurde er als Ford Capri angeboten, ein Cabriolet wie beim Mustang gab es nicht.
Anfangs stand der Capri als Basismodell und als besser ausgestatteter Ghia im Angebot, angetrieben von einem 2,3-Liter-Vierzylinder (89 PS/65 kW; auch als Turbo-Version mit 142 PS/104 kW), einem 2,8-Liter-V6 (110 PS/81 kW) oder einem V8 mit 4,9 Litern Hubraum und 142 PS (104 kW). Im Laufe des Modelljahres 1980 wurden der große V8 durch eine kleinere 4,2-Liter-Maschine (121 PS/89 kW) und der V6 durch einen 3,3 Liter großen Reihensechszylinder (92 PS/67) ersetzt; der Turbo-Vierzylinder erstarkte auf 152 PS (112 kW). Ab 1982 hieß die frühere Ghia-Ausführung Capri GS. 1982 fächerte sich das Modellangebot in die Ausführungen Capri, Capri L, GS, RS und Black Magic auf; der 4,9-Liter kam als Hochleistungsversion (159 PS/117 kW) wieder ins Programm, der Turbo wurde vorübergehend gestrichen. Im Frühjahr 1983 wurde er, nun mit Einspritzung versehen und 144 PS (106 kW) stark, wieder angeboten. Im selben Modelljahr erhielt der Capri eine konvex gewölbte Heckscheibe („Bubbleback“). Zugleich wich der 3,3-Liter einem neuen 3,8-Liter-V6 (122 PS/90 kW), der V8 kam jetzt auf 177 PS (130 kW) und zum schwarzen Sondermodell Black Magic gesellte sich der Crimson Cat in Weinrot. 1984 schrumpfte das Modellangebot auf GS und RS zusammen. Der Turbomotor leistete nun mit 177 PS (130 kW) ebenso viel wie der Doppel-Registervergaser-V8, von dem es nun auch eine schwächere 167-PS-Variante (123 kW) mit Einspritzung gab. 1985 entfiel die Turbo-Version endgültig, während der Einspritz-V8 auf 183 PS (135 kW) und der High-Output-V8 mit Doppel-Registervergaser auf 213 PS (157 kW) gebracht wurden. 1986 schließlich wurde der RS in 5.0 L umbenannt, der Vergaser-V8 entfiel und der eingespritzte V8 leistete 203 PS (149 kW).
Mercury fertigte vom Capri, der ohne direkten Nachfolger blieb, in neun Jahren insgesamt 370.752 Stück.

## Mercury Capri (1990–1994)
In den Modelljahren 1991 bis 1994 verkaufte Mercury in den USA den von der australischen Ford-Dependance konstruierten und produzierten Ford Capri-Roadster als Mercury Capri. Dieser frontgetriebene Mazda MX-5-Konkurrent besaß einen 1,6-Liter-Vierzylindermotor, der in der Saugausführung 74 kW (101 PS) und in der Turboversion 99 kW (134 PS) leistete.

### Bildergalerie

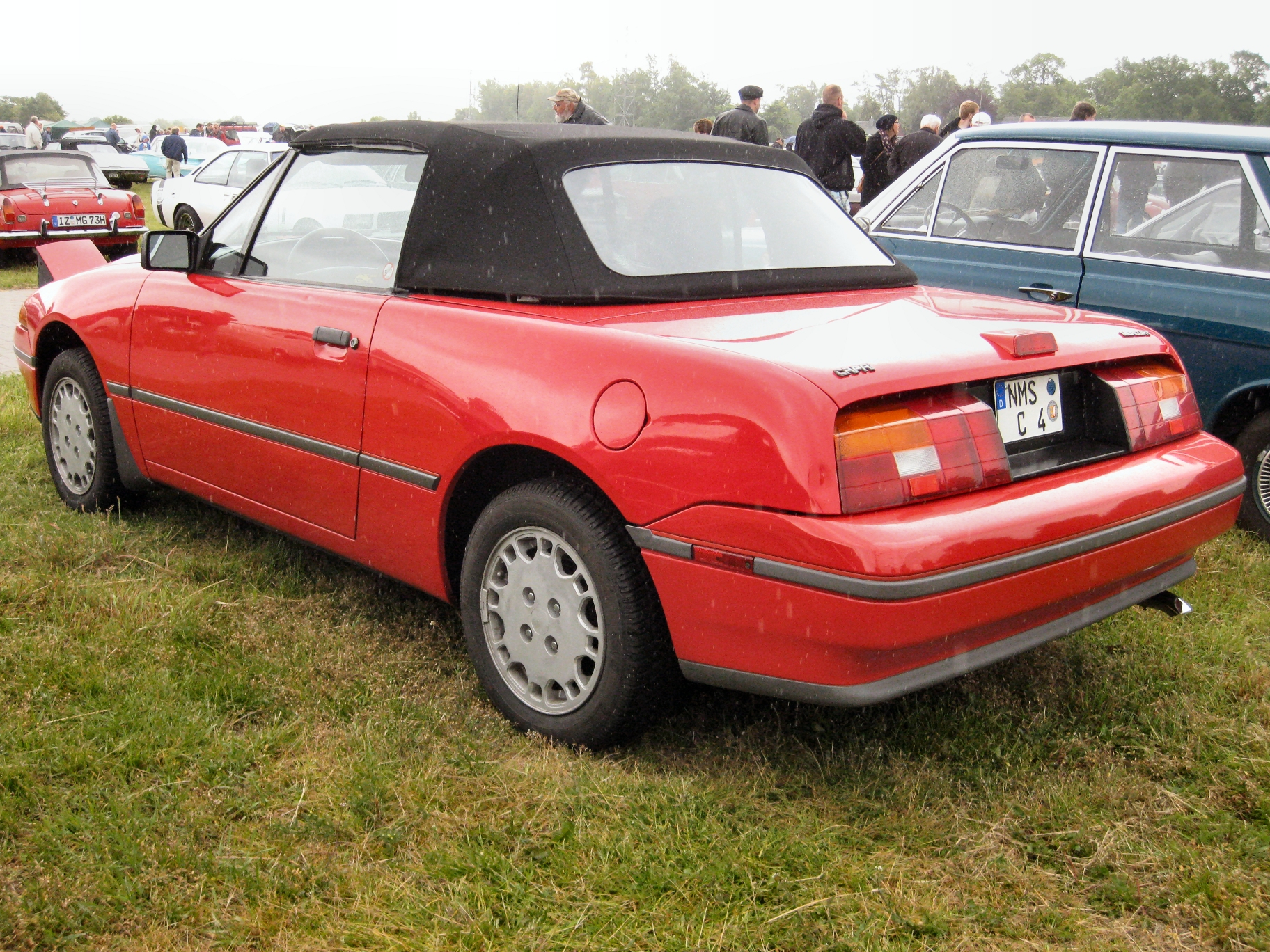
Seitenansicht
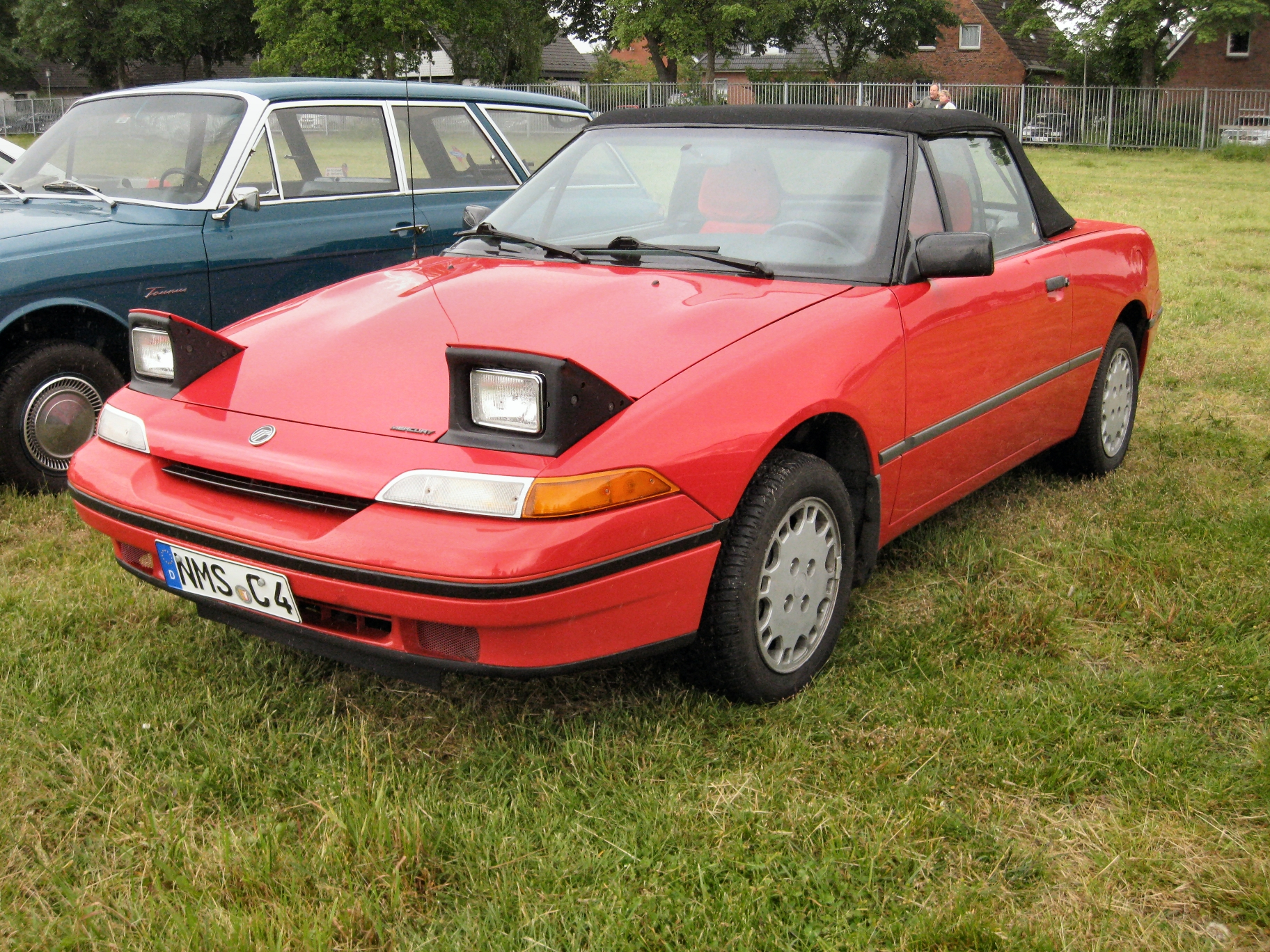
Frontansicht
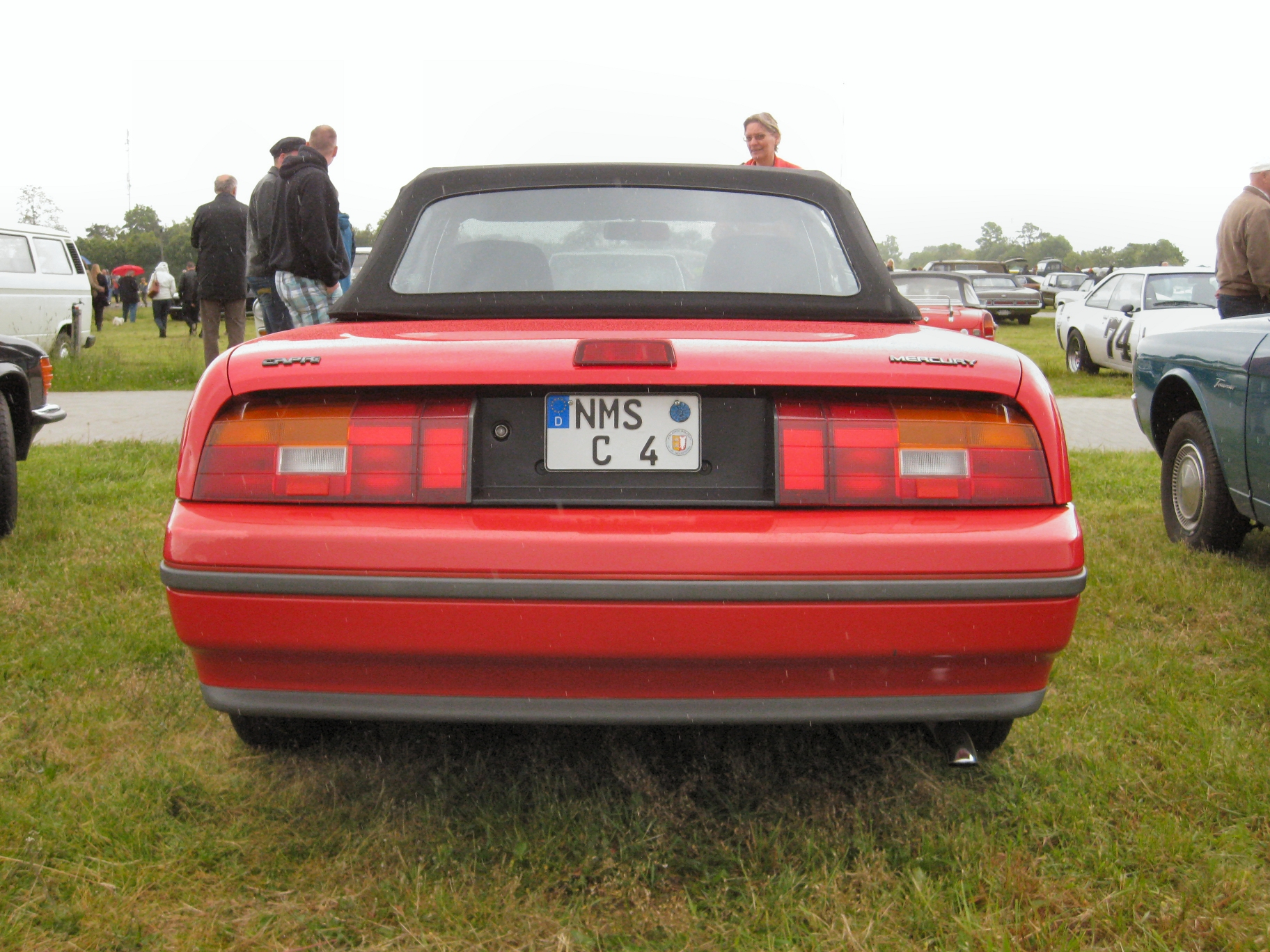
Heckansicht
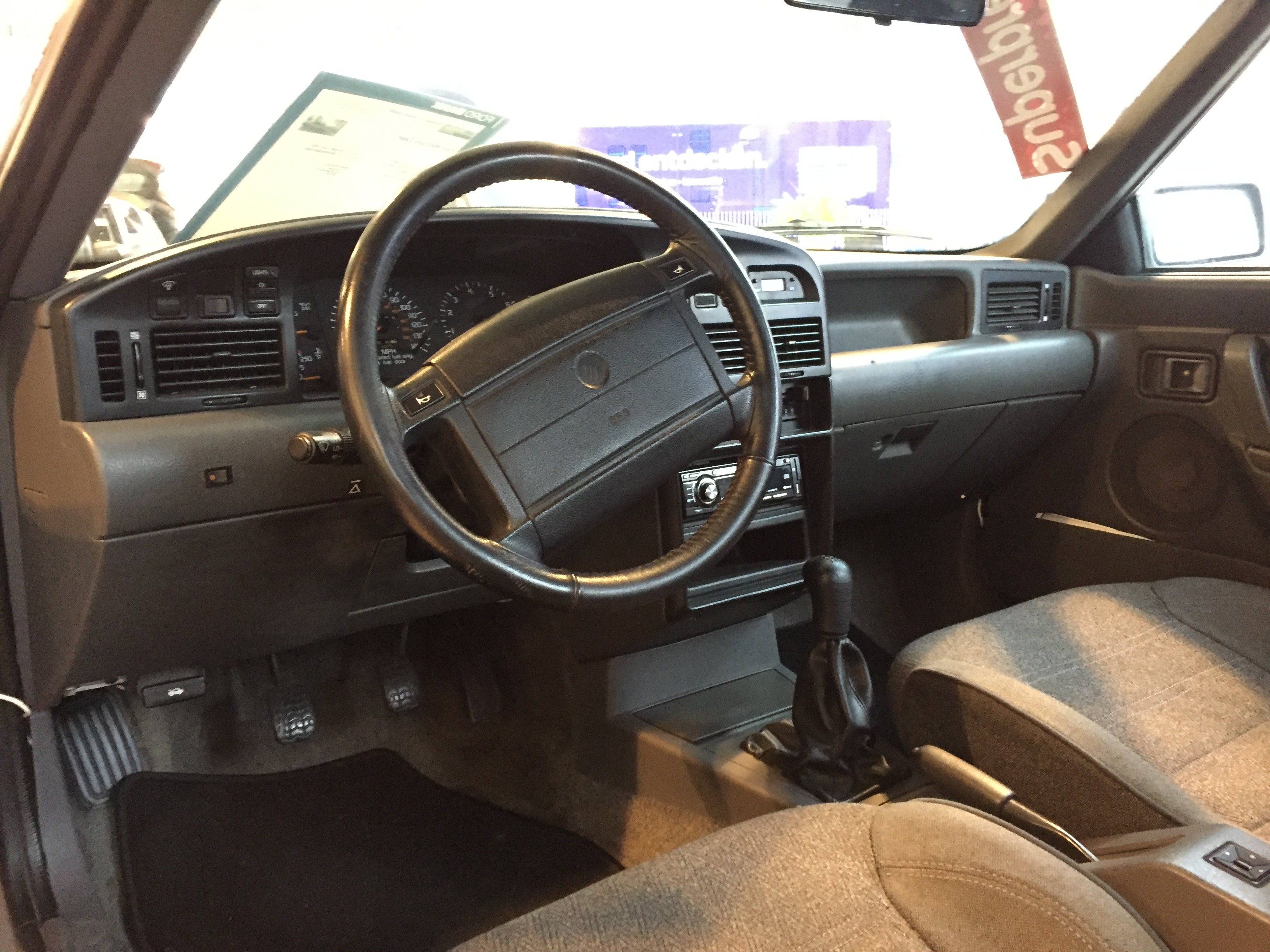
Blick in den Innenraum
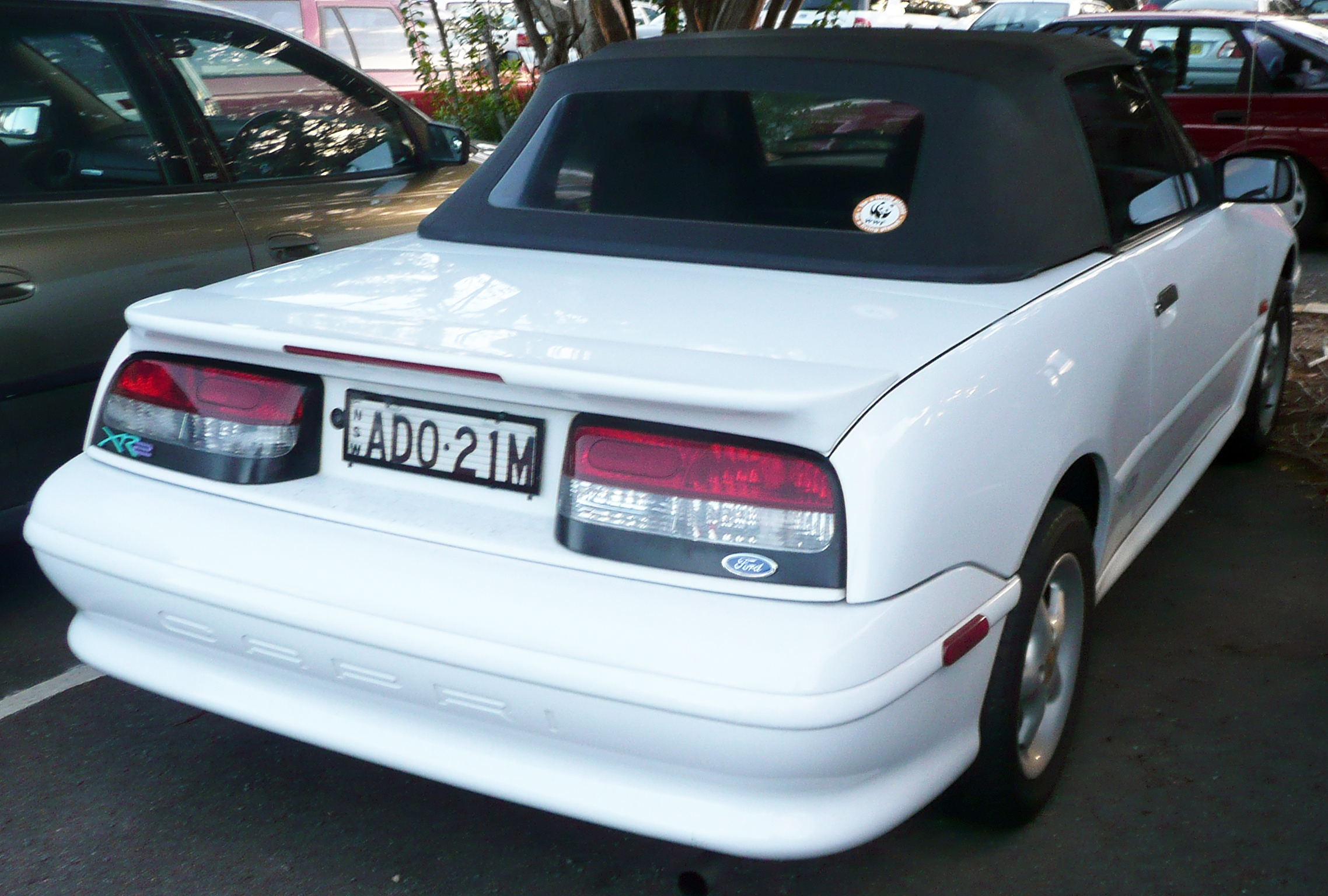
Facelift, Heckansicht (Ford Capri)

Einige Fahrzeuge wurden auch nach Deutschland und Österreich exportiert.